# 維維恩鎮區 (明尼蘇達州沃西卡縣)
維維恩鎮區（英語：Vivian Township）是位於美國明尼蘇達州沃西卡縣的一個行政鎮區，於1858年設立。

## 地方資料
維維恩鎮區的面積為93.14平方千米，當中陸地面積為92.98平方千米，而水域面積為0.16平方千米。根據2020年美國人口普查的數據，當地共有人口229人，而人口密度為每平方千米2.46人。